# Chè khoai tây
Chè khoai tây là một món chè khoai của Việt Nam, được nấu từ củ khoai tây và đường ăn cùng một số nguyên liệu phụ khác như trứng gà, vani.

## Nguyên liệu và cách chế biến
Nguyên liệu:
- ½ kg khoai tây
- 2 quả trứng gà
- 250 gr đường cát trắng
- 1 ống vani
- Vừng rang, hương quế (tùy thích)

Thực hiện:
- Khoai tây gọt vỏ, ngâm nước, cắt khoai thành hạt lựu lớn cạnh khoảng 1 cm, vớt khoai ra rửa sạch, để ráo.
- Trứng gà đập ra bát và khuấy đều.
- Cho 1 lít nước đường và khoai vào nấu, khi khoai chín vừa mềm, cho trứng gà và vani vào đảo đều đến khi hột gà kéo sợi là được.

Thưởng thức:
Múc chè ra chén, dùng nóng, thành phẩm đạt yêu cầu phải có vị ngọt và bùi.